# Catequina-7-O-glucosídeo
Catequina-7-O-glucosídeo é um glicosídeo flavan-3-ol formado de catequina.